# Buhen

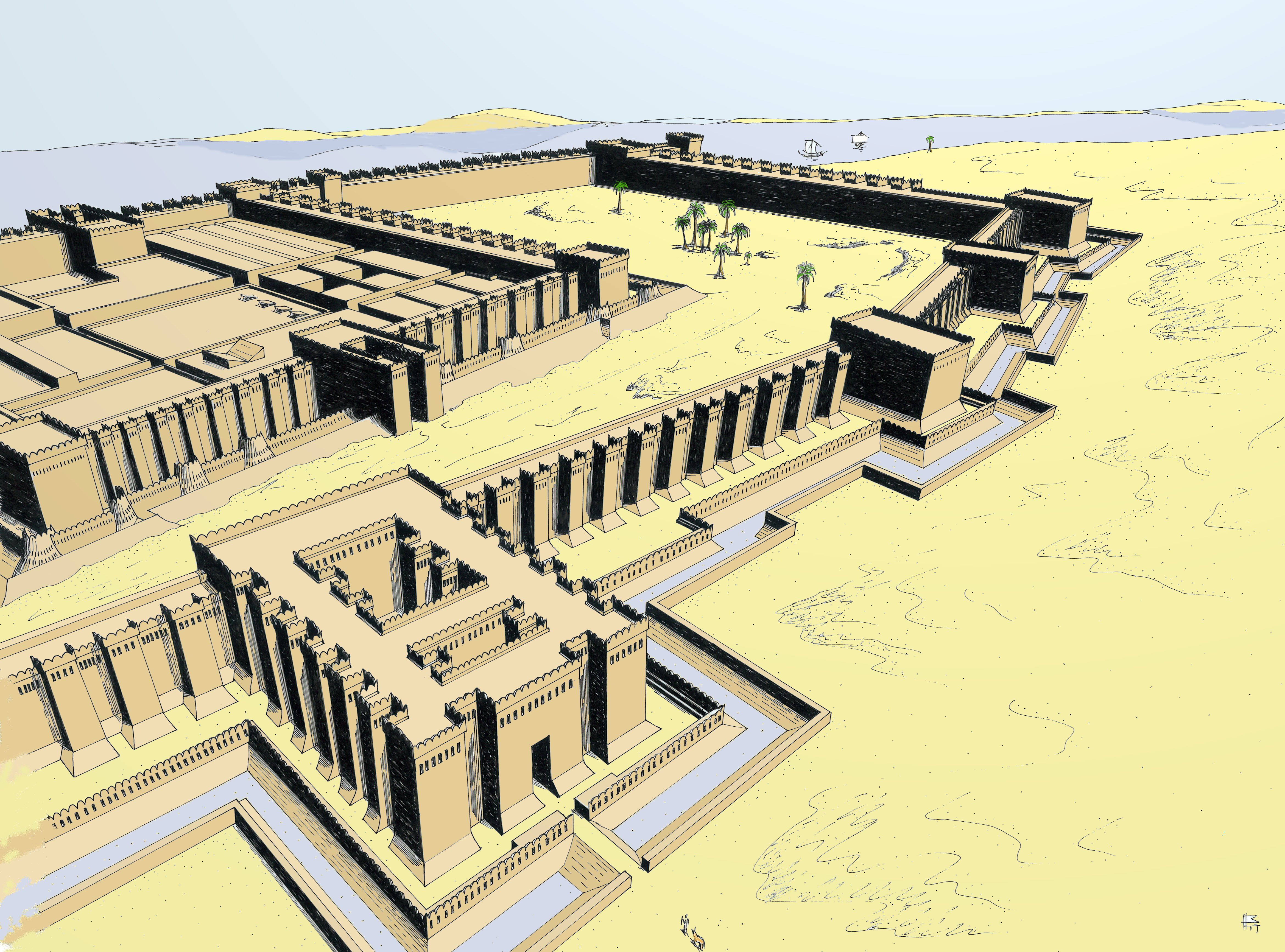
Rekonstrukcja fortecy - widok od strony południowej

Buhen – starożytne miasto w Nubii, w pobliżu II katarakty na Nilu, na terytorium dzisiejszego pn. Sudanu. Najstarsze zabytki pochodzą z okresu IV dynastii (XXVII-XXVI w. p.n.e.). Na początku XII dynastii powstała tam potężna twierdza obronna, strzegąca południowych granic Egiptu. Twierdzę o wymiarach 147 x 90 m otaczał mur z cegieł o wysokości 10–11 m i szerokości do 5 m (obecnie najpotężniejsza z zachowanych fortyfikacji starożytności). Wzdłuż muru wznosiły się baszty. Wewnątrz znajdowały się koszary, magazyny wojskowe oraz dzielnica mieszkalna. Po rozbudowie w czasach XVIII dynastii w twierdzy znalazły się także świątynie Hatszepsut i Totmesa III. 
W czasach nowożytnych (1962) twierdzę rozebrano i wywieziono  do Chartumu, aby uchronić ją przed zalaniem wodami Jeziora Nasera, powstającego w wyniku budowy Wysokiej Tamy Assuańskiej.